# Dechambrophylla werneri
Dechambrophylla werneri är en skalbaggsart som beskrevs av Marc Lacroix 2001. Dechambrophylla werneri ingår i släktet Dechambrophylla och familjen Melolonthidae. Inga underarter finns listade i Catalogue of Life.